# StarDance Tour 2025
StarDance Tour 2025 je první roadshow české taneční soutěže StarDance …když hvězdy tančí, pořádaná Českou televizí na podzim 2025 v šesti městech České republiky. Projekt poprvé přenese televizní pořad do velkých hal před živé publikum a vyvrcholí natáčením silvestrovského speciálu v pražské O2 areně.

## Koncept
Turné přinese do hal živé vystoupení devíti soutěžních párů složených ze známých osobností a profesionálních tanečníků. Každý pár předvede své dva nejlepší tance (standard a latina) z předchozích ročníků soutěže. Doprovod zajistí MoonDance Orchestra Martina Kumžáka a součástí show bude i tradiční porota a moderátoři.

## Zastávky turné
- 27. září – KV Arena, Karlovy Vary
- 4. října – Ostravar Aréna, Ostrava
- 11. října – Winning Group Aréna, Brno
- 18. října – Home Credit Arena, Liberec
- 25. října – Enteria arena, Pardubice
- 4. listopadu – O2 arena, Praha (finále a natáčení silvestrovského speciálu)[3]

## Moderátoři a porota
Moderátory zůstanou Marek Eben a Tereza Kostková. Porotu bude tvořit Tatiana Drexler, Richard Genzer, Jan Tománek a nově Marek Zelinka.

## Soutěžící páry
Na turné se představí například:
- Leoš Mareš & Zuzana Dvořáková Šťastná
- Jan Cina & Adriana Mašková
- Jiří Dvořák & Lenka Nora Návorková
- Chili Ta & Jakub Mazůch
- Oskar Hes & Kateřina Bartuněk Hrstková
- Darija Pavlovičová & Dominik Vodička
- Iva Kubelková & Martin Prágr
- Tatiana Dyková & Petr Čadek[4]

## Vysílání
Ve vysílání uvidí diváci šest osmiminutových dílů z každé haly.
Z pražského finále potom vznikne silvestrovský speciál odvysílaný Českou televizí na Silvestra 2025. Kvůli vysokému zájmu o vstupenky přidala ČT v některých městech odpolední představení.

## Ohlas
Projekt byl financován z prodeje vstupenek, nikoliv z koncesionářských poplatků. Všechny zastávky byly rychle vyprodané a show přilákala tisíce diváků.